# Endrit Hysenagolli
Endrit Hysenagolli (ur. 5 lipca 1988 w Tiranie) – albański koszykarz.